# Forme de Liouville
En géométrie différentielle, la forme de Liouville est une 1-forme différentielle naturelle sur le fibré cotangent d'une variété différentielle. Sa dérivée extérieure est une forme symplectique. Elle joue un rôle central en mécanique classique. L'étude de la géométrie du fibré cotangent revêt une importance significative en géométrie symplectique en raison, notamment, du théorème de Weinstein.

## Définition formelle
Si M est une variété différentielle de dimension n, {\displaystyle T^{*}M} désigne l'espace total du fibré cotangent de M et peut être regardé comme une variété différentielle de dimension 2n. La projection naturelle {\displaystyle \pi :T^{*}M\rightarrow M} permet de définir la forme de Liouville :
où p est un élément de {\displaystyle T^{*}M}, c'est-à-dire un élément de la fibre de {\displaystyle T^{*}M} issue du projeté {\displaystyle q=\pi (p)}, élément de M. p induit donc une forme linéaire sur l'espace tangent en q à la variété M. {\displaystyle d\pi } est la différentielle de la projection canonique {\displaystyle \pi }. Cette différentielle transforme tout vecteur tangent en p à {\displaystyle T^{*}M} en un vecteur tangent en q à la variété M. On applique alors sur ce dernier vecteur précisément la forme linéaire induite par p. Pour tout p, {\displaystyle \lambda (p)} est donc une forme linéaire définie sur l'espace tangent en p à {\displaystyle T^{*}M}, et {\displaystyle \lambda } est donc une forme différentielle définie sur {\displaystyle T^{*}M}.

## Caractérisation
Une 1-forme différentielle {\displaystyle \alpha } sur M est une section de {\displaystyle \pi } et donc une application différentiable {\displaystyle \alpha :M\rightarrow T^{*}M}. Le tiré en arrière de {\displaystyle \lambda } par l'application {\displaystyle \alpha } est la forme {\displaystyle \alpha } :
Cette dernière propriété caractérise {\displaystyle \lambda } de façon unique.

## Expression dans une carte locale
Si q est une carte locale de M définie sur un ouvert U et (p,q) les coordonnées correspondantes définies sur {\displaystyle T^{*}U}, alors, la projection canonique {\displaystyle \pi } est l'application qui, à (p,q) associe q. p désigne ici la forme linéaire qui s'applique sur l'espace tangent en q à M. La différentielle de {\displaystyle \pi } n'est autre que dq, et {\displaystyle \lambda } s'exprime dans ces coordonnées sous la forme :
La différentielle de {\displaystyle \lambda } est :
Le signe dépend des auteurs. Toutefois, l'expression locale montre que {\displaystyle \omega } est une forme symplectique sur {\displaystyle T^{*}M}.